# Schüpfheim
Schüpfheim es una comuna suiza del cantón de Lucerna, capital del distrito de Entlebuch. Limita al norte con la comuna de Romoos, al este con Hasle, al sur con Flühli, y al oeste con Escholzmatt.